# Tower (pc)

Een illustratie van een computer setup met een Tower-behuizing

De term tower (Engels voor toren) wordt in de computerindustrie voornamelijk gebruikt voor de rechtopstaande computerbehuizingen (anders dan de desktop- of serverbehuizingen).
In een tower is het moederbord meestal aan een extra schot aan de rechterzijkant van de kast bevestigd, met de AGP- en PCI-kaartslotten geplaatst nabij de bodem van de kast, naast een serie aan voorgedrukte openingen in de achterkant van de tower. Een extra versteviging aan de linkerkant van de kast, op dezelfde hoogte als de bovenkant van het moederbordmontagescherm, zorgt voor een extra rustpunt voor de computervoeding die aan de achterkant met enkele schroeven bevestigd kan worden.
Vooraan de kast is meestal een pc-speaker aan de binnenkant van de kast bevestigd en kunnen enkele extra USB-poorten aanwezig zijn. Enkele 15 cm brede poorten, of een binnenbehuizing waarin zulke poorten niet afzonderlijk zijn afgeschermd, zorgen voor een bevestigingspunt voor cd-rom-spelers, dvd-rom-spelers en andere componenten.
Sommige bedrijven gebruiken deze poorten voor bevestigingspunten van andersoortige componenten. De Creative Soundblaster X-Fi Fatal1ty, bijvoorbeeld, bestaat uit een geluidskaart te bevestigen op een PCI-poort aan de achterkant, maar heeft een extra component die aan de voorkant bevestigd moet worden in een van de voorgenoemde poorten. Deze component heeft enkele geluidsin- en uitgangen en draaiknoppen voor volume.
Enkele 102mm-poorten (4 inch) kunnen meestal onder de 15 cm brede poorten worden gevonden, meestal voor 3,5 inch-drives. Met de komst van USB-sticks is dit echter sterk afgenomen in nieuwe modellen, al hebben de meeste toch nog steeds ruimte voor een zo'n poort.
Aan de binnenkant van de kast, direct onder de voorgenoemde poorten, zijn in de meeste gevallen ruimtes beschikbaar voor de interne harde schijven.
Vroege rechtopstaande computerbehuizingen die aanzienlijk breder waren dan de reguliere towerbehuizing werden soms deskside-behuizing genoemd, maar deze benaming wordt vrijwel niet meer gebruikt.